# Санде (десерт)

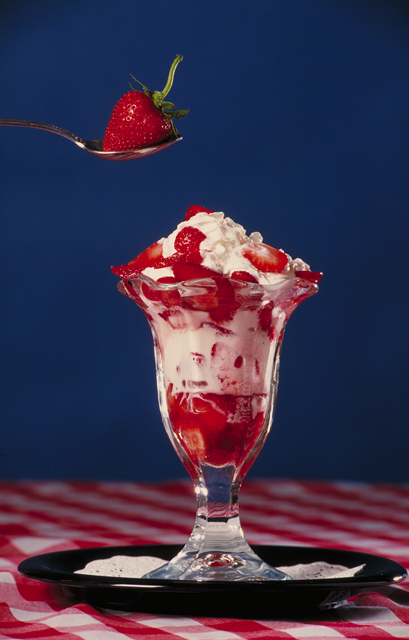

Санде (англ. sundae) — десерт з морозива.
Зазвичай готується з кульок морозива, прикрашених фруктовим сиропом або желе, подрібненими горіхами, шоколадом, збитими вершками і ягодами.

## Історія
Згідно Оксфордського словника англійської мови, походження терміна невідомо. Різні міста і штати в США претендують на те, що саме там був придуманий цей популярний в США десерт: Нью-Йорк, Баффало, Огайо, Клівленд, Новий Орлеан, Луїзіана і багато інших.
Серед багатьох історій про винахід санде присутнє пояснення, що поштовхом до створення цього десерту є напій, відомий в США як ice cream soda — «содова з морозивом».
Іншою причиною є необхідність знайти заміну морозиву, що було популярними ласощами, яке вживали зазвичай в недільні дні. У той час, відповідно до одного з так званих «синіх законів», заборонялося вживати морозиво в неділю. Неділя за-англійськи — Sunday, звідси і назва десерту — «санде». Пітер Берд в книзі «Перша харчова імперія» (The First Food Empire) (2000 рік) написав, що назва була прийнята в штаті Іллінойс, де було заборонено вживання морозива по неділях, а морозиво в складі десерту з додаванням інших інгредієнтів вже не було основним продуктом, через що цей продукт не вважався морозивом.